# Ernest Kockler
Ernest Paul Kockler (16 de julho de 1892 – 20 de setembro de 1970) foi um ciclista olímpico estadunidense. Representou sua nação em dois eventos nos Jogos Olímpicos de Verão de 1920.